# Echimys
Echimys är ett släkte av gnagare som ingår i familjen lansråttor.

## Taxonomi
Släktet tillhör underfamiljen Echimyinae. Taxonomin för denna underfamilj ändrades flera gånger under de senaste åren. Flera arter som tidigare listades till Echimys flyttades till släktena Callistomys, Makalata, Pattonomys och Phyllomys.
Enligt Wilson & Reeder (2005) finns bara tre arter kvar i Echimys.
- Echimys chrysurus, nordöstra Brasilien, östra Venezuela och regionen Guyana.
- Echimys saturnus, östra Ecuador, norra Peru.
- Echimys semivillosus, norra Colombia, norra Venezuela.

IUCN förtecknar även E. semivillosus i släktet Pattonomys. Där listas istället en art som upptäcktes 2005, Echimys vieirai.

## Beskrivning
Dessa gnagare blir 17 till 35 cm långa (huvud och bål) och har en 15 till 37 cm lång svans. De väger mellan 194 och 890 gram. Arternas päls liknar borstar eller taggar. Den är rödbrun till svart på ovansidan och ljusare till vitaktig på buken. Tårna vid de breda fötterna är utrustade med kraftiga klor.
Släktets medlemmar lever i områden med träd. De klättrar i växtligheten och är aktiva på natten. På dagen vilar de i trädens håligheter eller i hålrum mellan rötterna som fodras med blad. Ibland syns några individer tillsammans. Honor föder en eller två ungar per kull.